# Citrullus
Citrullus is een geslacht uit de komkommerfamilie (Cucurbitaceae). Citrillus-soorten komen voor in Macaronesië, mediterraan, tropisch en zuidelijk Afrika en in Azië van het Arabisch Schiereiland tot in India. Een bekende soort uit dit geslacht is de watermeloen.

## Soorten
- Citrullus amarus Schrad.
- Citrullus colocynthis (L.) Schrad.
- Citrullus ecirrhosus Cogn.
- Citrullus lanatus (Thunb.) Matsum. & Nakai - Watermeloen
- Citrullus mucosospermus (Fursa) Fursa
- Citrullus naudinianus (Sond.) Hook.f.
- Citrullus rehmii De Winter

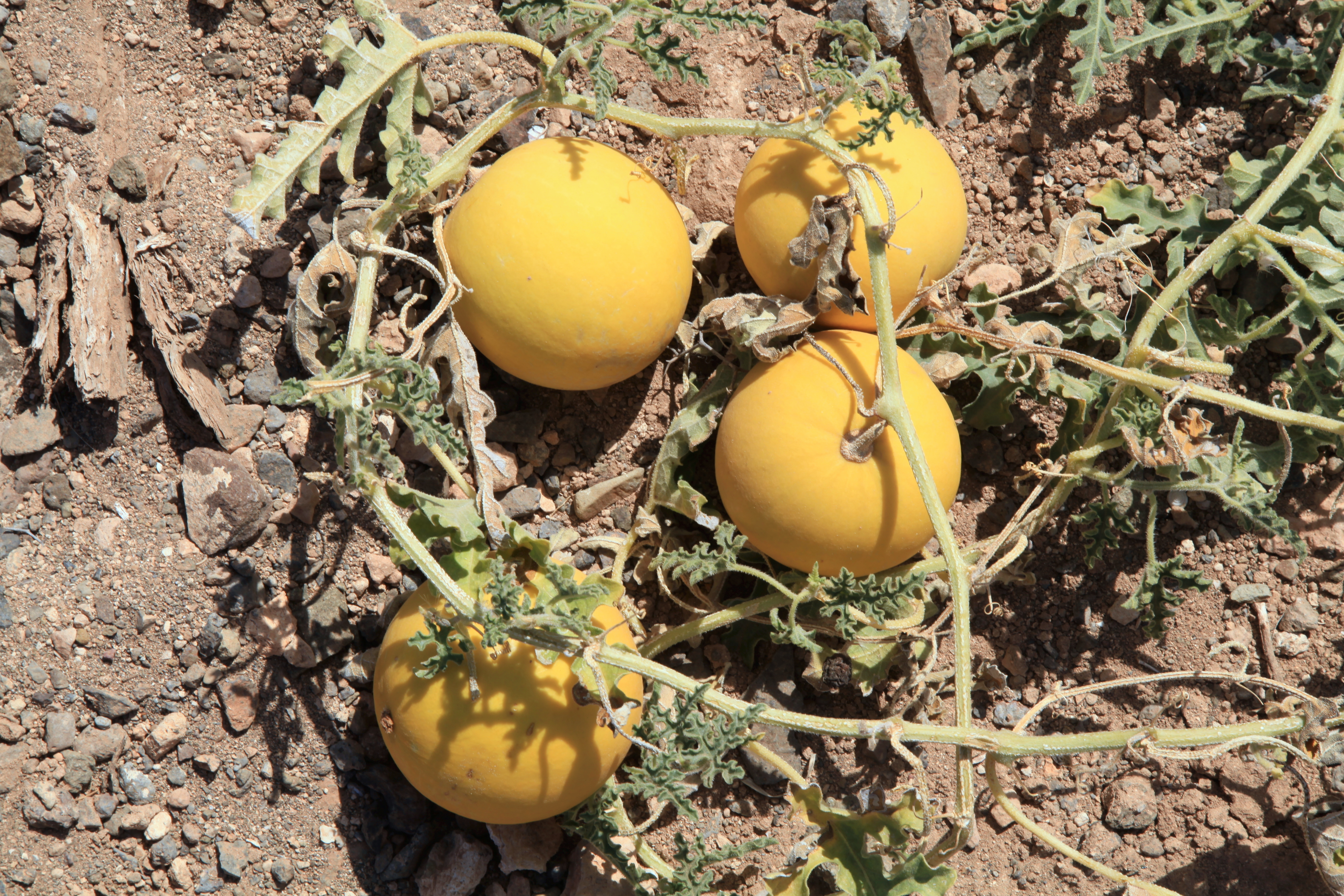
Citrullus colocynthis
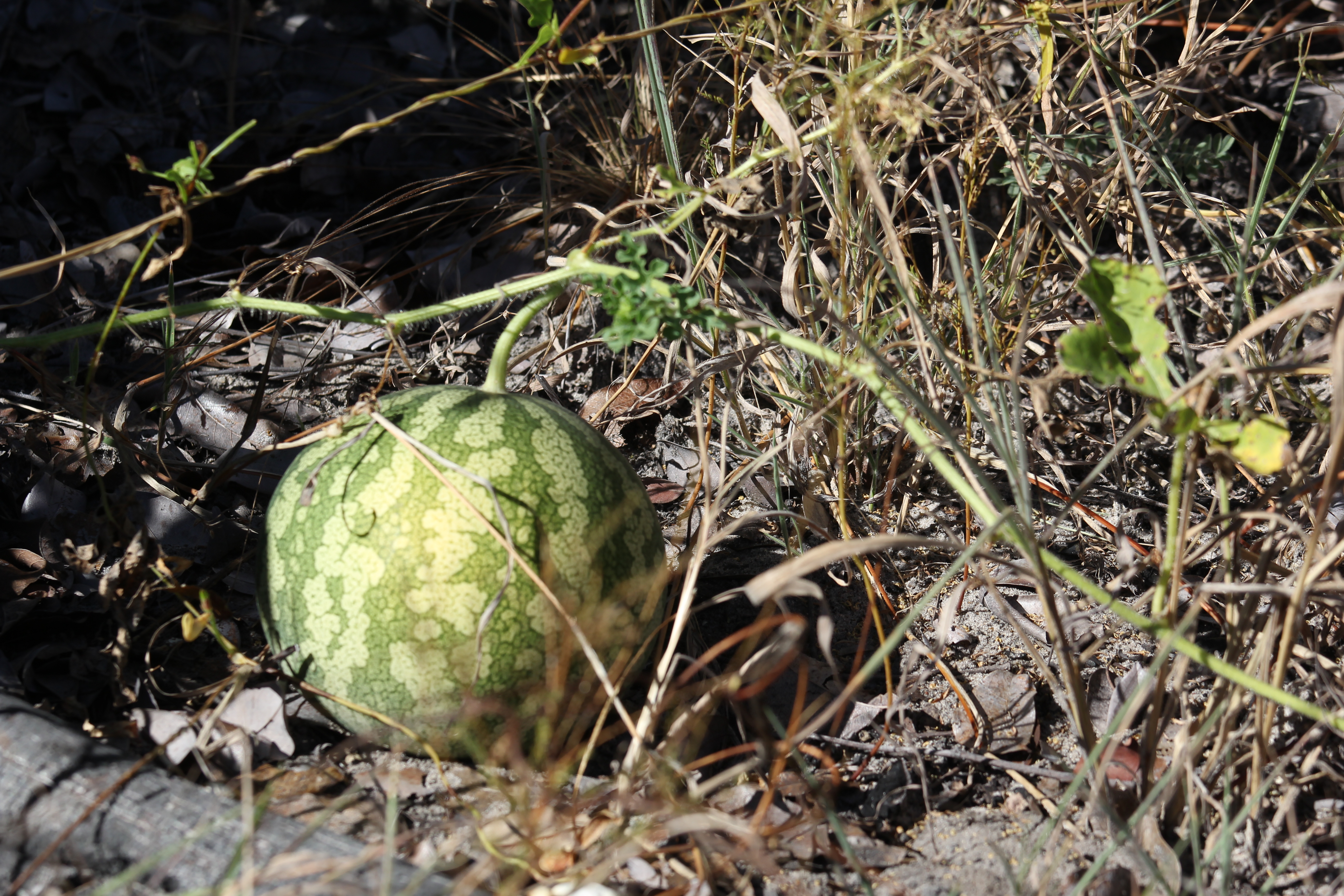
Citrullus ecirrhosus
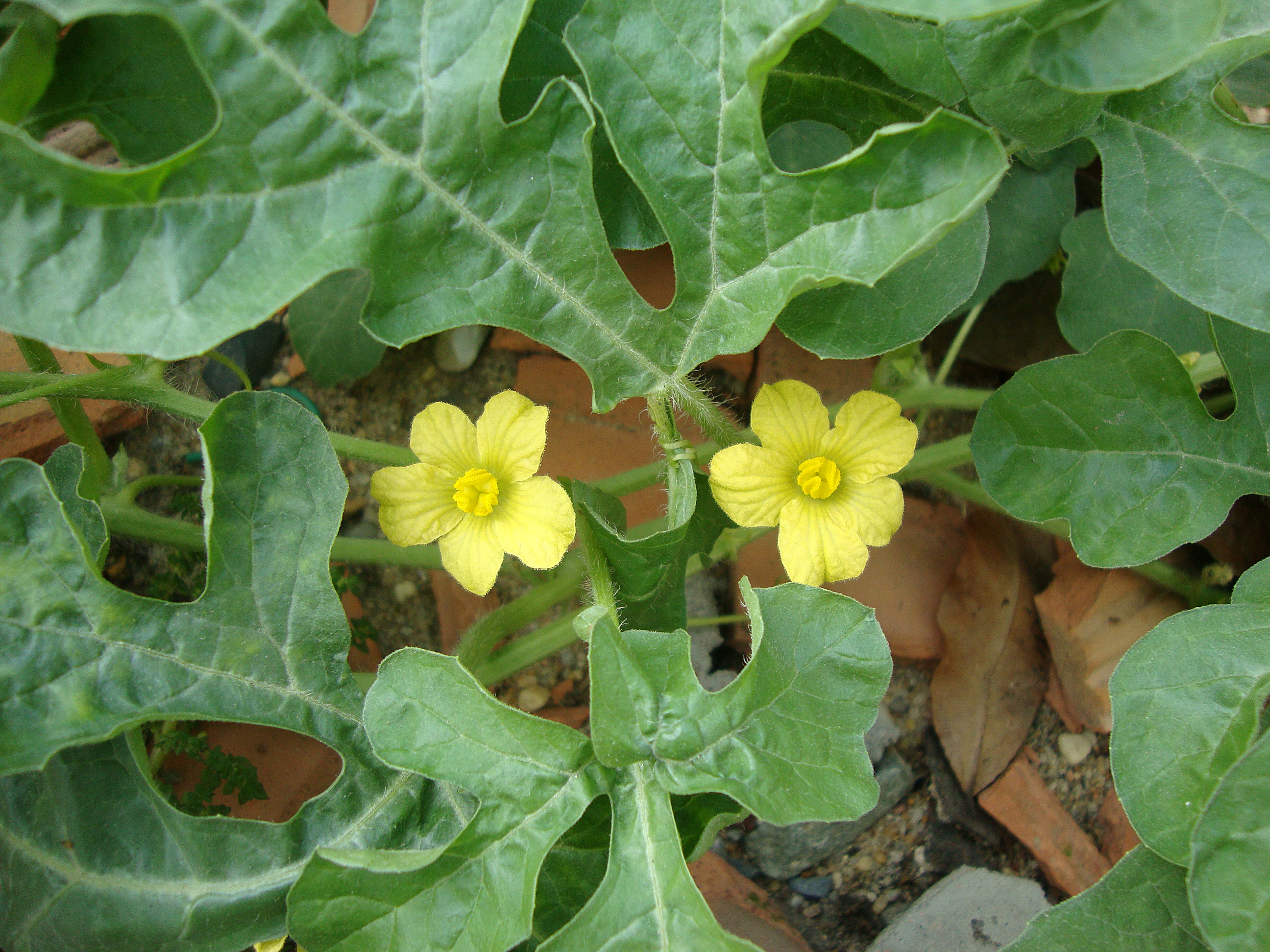
Citrullus lanatus

... · 
Alsomitra · 
Benincasa · 
Bryonia · 
Citrullus · 
Coccinia · 
Cucumis · 
Cucurbita · 
Ecballium · 
Gynostemma · 
Lagenaria · 
Luffa · 
Momordica · 
Sechium · 
Sicana · 
Trochomeria · 
Xerosicyos · 
Zehneria · 
...